# Sophus Schandorph
Sophus Schandorph (Ringsted, 8 maggio 1836 – Copenaghen, 1º gennaio 1901) è stato uno scrittore danese.
Seguace del naturalismo danese di Georg Brandes, fu autore del romanzo biografico di Vittorio Alfieri Poeta e signorotto (1892).